# The Elder Scrolls: Arena
The Elder Scrolls: Arena est un jeu vidéo de type action-RPG développé et édité par l'entreprise américaine Bethesda Softworks. Il sort pour MS-DOS en 1994 aux États-Unis.
Il s'agit du premier opus de la série The Elder Scrolls, auquel Daggerfall (1996), Morrowind (2002), Oblivion (2006), et Skyrim (2011), ainsi qu'un certain nombre de spin-offs, allaient succéder.
En 2004, pour le 10e anniversaire de la série, les développeurs ont mis le jeu à disposition gratuitement sur le site officiel, accompagné d'un bref guide expliquant comment le lancer sur les systèmes récents au moyen de l'émulateur DOSBox.

## Histoire
L'histoire d' Arena commence en l'an 389 de la Troisième Ère. Le mage de guerre impérial Jagar Tharn a trahi l'Empereur Uriel Septim VII en l'enfermant, lui et sa garde personnelle dans l'Oblivion grâce à un artefact : le bâton du Chaos. Après quoi, le traître prend l'apparence du souverain et règne à sa place sur Tamriel.
Dix ans plus tard, l'esprit de sa servante, Ria Silmane, assassinée alors qu'elle tentait de s'opposer à son funeste dessein, entre en contact avec un prisonnier des geôles impériales. Elle lui confie la mission de retrouver le bâton du Chaos, brisé et dispersé en huit morceaux à travers l'Empire. Une fois ceux-ci rassemblés, et après un combat contre Jagar Tharn dans les souterrains du palais, il libère le véritable Empereur, devenant ainsi le Champion de Tamriel.

## Système de jeu
Arena permet au joueur de parcourir l'ensemble de Tamriel (théoriquement 12 millions de km², ce qui en fait le deuxième plus vaste jeu au monde après Frontier: Elite II[réf. nécessaire]). Arena esquisse le système de l'univers Elder Scrolls, même si c'est le deuxième chapitre, Daggerfall, qui les fixera quasiment tels qu'on peut les retrouver dans les épisodes ultérieurs.
La principale influence de Bethesda Softworks était le jeu de rôle sur table. Tamriel était d'ailleurs un univers que les développeurs, eux-mêmes rôlistes, avaient inventé pour leurs parties. La série s'inspire aussi de jeux vidéo comme The Legend of Zelda (pour la liberté de jeu novatrice et pour l’autonomie d'exploration)[réf. nécessaire], de la série des Ultima Underworld (pour les donjons), ainsi que de Legends of Valour (pour les extérieurs) et du système des jeux basé sur le Gold Box Engine. Ted Peterson, designer d'Arena, dira d'ailleurs : « on n'a rien inventé. On a juste fait quelque chose de plus gros. Beaucoup beaucoup plus gros ».

## Développement
Au départ, Arena aurait dû être un jeu d'action. À la tête d'une équipe de gladiateurs, le joueur devait aller de ville en ville, d'arène en arène (d'où son nom), afin d'affronter les équipes locales, jusqu'à défaire celle de la Cité Impériale. Après quoi, il pouvait se mesurer au sorcier Jagar Tharn. Dès le départ, des quêtes secondaires devaient donner un côté « jeu de rôle » à l'ensemble. Au fur et à mesure du développement, les quêtes prirent une importance grandissante, jusqu'à ce que l'aspect "tournoi de gladiateurs" soit finalement gommé (il en reste néanmoins quelques traces, comme la description des différentes équipes de gladiateurs de chaque ville). Les publicités et les boîtes ayant déjà été réalisées, il était trop tard pour changer le nom du jeu.
La sortie d'Arena fut pour le moins chaotique. Tout d'abord, le changement d'orientation du jeu en cours de route occasionna un retard qui ne pardonne pas : prévu pour les fêtes de Noël 93, il ne sortira qu'en mars 94. Ensuite, la critique se montra pour le moins mitigée, regrettant notamment que le jeu souffre de très nombreux bugs (le beta-test, très court, ne fut effectué que par une minuscule équipe de deux personnes). Enfin, les distributeurs, surpris de voir arriver sur les étals un jeu de rôle alors qu'ils attendaient un jeu d'action, n'en commandèrent que très peu de copies (environ 3000).
Mais après quelques mois, alors que les développeurs s'étaient déjà résignés à mettre la clé sous la porte, les ventes commencèrent à décoller grâce au bouche à oreille, qui ne tarda pas à en faire un jeu culte. Arena fut même primé huit fois meilleur jeu de rôle de l'année en 1994, et une suite fut rapidement mise en chantier (Daggerfall, 1996).

### À noter
- Si le jeu est sous-titré The Elder Scrolls (ce qui deviendra le nom de la série), les développeurs avouèrent plus tard qu'ils n'avaient alors « aucune foutue idée de ce que cela voulait dire »[1]. De fait, il faudra attendre Daggerfall pour en savoir un peu plus. Les « Parchemins des Anciens » ne seront d'ailleurs pas mis au centre de l'histoire avant le quatrième épisode, Oblivion.

## Accueil
En France, Arena obtint la note de 91 % dans les magazines Gen4 et Joystick n°47[réf. nécessaire].